# Megavolley 2021-2022
Questa voce raccoglie le informazioni riguardanti la Megavolley nelle competizioni ufficiali della stagione 2021-2022.

## Stagione
Nella stagione 2021-22 la Megavolley assume la denominazione sponsorizzata di Megabox Ondulati Del Savio Vallefoglia.
Partecipa per la prima volta alla Serie A1; chiude la regular season di campionato al nono posto in classifica, non qualificandosi per i play-off scudetto.

## Organigramma societario
Area direttiva
- Presidente: Ivano Angeli

Area tecnica
- Allenatore: Fabio Bonafede
- Allenatore in seconda: Giacomo Passeri
- Assistente allenatore: Riccardo Romani

## Rosa
| N° | Nome              | Ruolo | Data di nascita   | Nazionalità sportiva |
| -- | ----------------- | ----- | ----------------- | -------------------- |
| 2  | Francesca Scola   | P     | 15 settembre 2001 | Italia               |
| 3  | Silvia Fiori      | L     | 18 luglio 1994    | Italia               |
| 6  | Giada Cecchetto   | L     | 6 giugno 1991     | Italia               |
| 7  | Kenia Carcaces    | S     | 23 giugno 1986    | Cuba                 |
| 8  | Sinead Jack       | C     | 8 novembre 1993   | Trinidad e Tobago    |
| 9  | Kaisa Alanko      | P     | 3 gennaio 1993    | Finlandia            |
| 10 | Ana Bjelica       | O     | 3 aprile 1992     | Serbia               |
| 11 | Giulia Mancini    | C     | 23 maggio 1998    | Italia               |
| 14 | Alexandra Botezat | C     | 3 agosto 1998     | Italia               |
| 15 | Tat'jana Košeleva | S     | 23 dicembre 1988  | Russia               |
| 16 | Sonja Newcombe    | S     | 7 marzo 1988      | Stati Uniti          |
| 17 | Virginia Berasi   | P     | 17 febbraio 1994  | Italia               |
| 18 | Dayana Kosareva   | S     | 24 agosto 1999    | Italia               |
| 22 | Viola Tonello     | C     | 3 gennaio 1994    | Italia               |

## Mercato
| Acquisti | Acquisti          | Acquisti              | Acquisti   |
| R.       | Nome              | da                    | Modalità   |
| -------- | ----------------- | --------------------- | ---------- |
| P        | Kaisa Alanko      | Radomka               | definitivo |
| P        | Virginia Berasi   | Adolfo Consolini      | definitivo |
| C        | Alexandra Botezat | Millenium Brescia     | definitivo |
| S        | Ana Bjelica       | Radomka               | definitivo |
| S        | Kenia Carcaces    | Wealth Planet Perugia | definitivo |
| L        | Giada Cecchetto   | Wealth Planet Perugia | definitivo |
| L        | Silvia Fiori      | Pinerolo              | definitivo |
| C        | Sinead Jack       | Chemik Police         | definitivo |
| S        | Dayana Kosareva   | Casalmaggiore         | definitivo |
| S        | Tat'jana Košeleva | Galatasaray           | definitivo |
| C        | Giulia Mancini    | Helvia Recina         | definitivo |
| S        | Sonja Newcombe    | -                     | definitivo |
| P        | Francesca Scola   | Mondovì               | definitivo |
| C        | Viola Tonello     | Libertas Martignacco  | definitivo |

| Cessioni | Cessioni         | Cessioni           | Cessioni   |
| R.       | Nome             | a                  | Modalità   |
| -------- | ---------------- | ------------------ | ---------- |
| S        | Lucia Bacchi     | -                  | ritirata   |
| P        | Martina Balboni  | Academy Sassuolo   | definitivo |
| C        | Silvia Bertaiola | Ostiano            | definitivo |
| L        | Giulia Bresciani | Helvia Recina      | definitivo |
| C        | Alessandra Colzi | Olimpia Teodora    | definitivo |
| S        | Chiara Costagli  | Assitec            | definitivo |
| O        | Barbara Đapić    | Neuchâtel          | definitivo |
| P        | Ilaria Durante   | Giannino Pieralisi | definitivo |
| C        | Rachael Kramer   | ?                  | definitivo |
| S        | Alice Pamio      | Roma Club          | definitivo |
| C        | Elena Ricci      | Teatina            | definitivo |
| S        | Alice Stafoggia  | Teatina            | definitivo |

## Risultati

### Serie A1

#### Girone di andata
| 1ª giornata - 10 ottobre 2021 PalaVerde, Villorba             | Imoco         | 3 - 0 | Megavolley            | 25-17, 25-23, 27-25               |
| 2ª giornata - 17 ottobre 2021 PalaCarneroli, Urbino           | Megavolley    | 1 - 3 | UYBA                  | 17-25, 25-20, 20-25, 18-25        |
| 3ª giornata - 20 ottobre 2021 PalaCarneroli, Urbino           | Megavolley    | 3 - 1 | Chieri '76            | 25-23, 16-25, 25-23, 25-17        |
| 4ª giornata - 24 ottobre 2021 Palazzetto dello sport, Bergamo | Bergamo 1991  | 3 - 1 | Megavolley            | 27-25, 25-19, 22-25, 25-16        |
| 5ª giornata - 31 ottobre 2021 PalaCastagnaretta, Cuneo        | Cuneo Granda  | 3 - 0 | Megavolley            | 25-21, 25-18, 25-23               |
| 6ª giornata - 7 novembre 2021 PalaCarneroli, Urbino           | Megavolley    | 3 - 2 | Trentino Rosa         | 17-25, 18-25, 27-25, 25-16, 23-21 |
| 7ª giornata - 13 novembre 2021 PalaRadi, Cremona              | Casalmaggiore | 3 - 0 | Megavolley            | 25-23, 25-22, 25-22               |
| 8ª giornata - 21 novembre 2021 PalaWanny, Firenze             | San Casciano  | 3 - 2 | Megavolley            | 15-25, 21-25, 25-13, 26-24, 15-11 |
| 9ª giornata - 28 novembre 2021 PalaCarneroli, Urbino          | Megavolley    | 3 - 1 | Wealth Planet Perugia | 22-25, 25-22, 25-22, 25-21        |
| 10ª giornata - 4 dicembre 2021 PalaTerdoppio, Novara          | AGIL          | 3 - 0 | Megavolley            | 27-25, 25-16, 25-17               |
| 11ª giornata - 11 dicembre 2021 PalaCarneroli, Urbino         | Megavolley    | 0 - 3 | Savino Del Bene       | 21-25, 16-25, 14-25               |
| 12ª giornata - 18 dicembre 2021 PalaCarneroli, Urbino         | Megavolley    | 0 - 3 | Pro Victoria          | 23-25, 21-25, 22-25               |
| 13ª giornata - 30 marzo 2022 Palazzo dello Sport, Roma        | Roma Club     | 1 - 3 | Megavolley            | 25-21, 19-25, 22-25, 23-25        |

#### Girone di ritorno
| 14ª giornata - 23 febbraio 2022 PalaCarneroli, Urbino          | Megavolley            | 2 - 3 | Imoco         | 25-23, 13-25, 19-25, 25-21, 11-15 |
| 15ª giornata - 16 gennaio 2022 PalaPiantanida, Busto Arsizio   | UYBA                  | 3 - 0 | Megavolley    | 25-16, 25-23, 25-19               |
| 16ª giornata - 23 gennaio 2022 PalaMaddalene, Chieri           | Chieri '76            | 3 - 0 | Megavolley    | 25-19, 25-18, 25-22               |
| 17ª giornata - 30 gennaio 2022 PalaCarneroli, Urbino           | Megavolley            | 3 - 0 | Bergamo 1991  | 25-23, 29-27, 25-21               |
| 18ª giornata - 6 febbraio 2022 PalaCarneroli, Urbino           | Megavolley            | 0 - 3 | Cuneo Granda  | 20-25, 23-25, 21-25               |
| 19ª giornata - 13 febbraio 2022 PalaSanbapolis, Trento         | Trentino Rosa         | 0 - 3 | Megavolley    | 19-25, 14-25, 19-25               |
| 20ª giornata - 20 febbraio 2022 PalaCarneroli, Urbino          | Megavolley            | 3 - 0 | Casalmaggiore | 25-15, 25-20, 25-15               |
| 21ª giornata - 27 febbraio 2022 PalaCarneroli, Urbino          | Megavolley            | 1 - 3 | San Casciano  | 25-23, 26-28, 22-25, 13-25        |
| 22ª giornata - 6 marzo 2022 PalaEvangelisti, Perugia           | Wealth Planet Perugia | 3 - 1 | Megavolley    | 25-14, 22-25, 25-18, 25-23        |
| 23ª giornata - 13 marzo 2022 PalaCarneroli, Urbino             | Megavolley            | 1 - 3 | AGIL          | 26-28, 25-21, 19-25, 23-25        |
| 24ª giornata - 20 marzo 2022 Palazzetto dello Sport, Scandicci | Savino Del Bene       | 2 - 3 | Megavolley    | 25-22, 20-25, 25-18, 18-25, 15-17 |
| 25ª giornata - 27 marzo 2022 Palazzetto dello Sport, Monza     | Pro Victoria          | 3 - 0 | Megavolley    | 25-14, 25-21, 25-21               |
| 26ª giornata - 2 aprile 2022 PalaCarneroli, Urbino             | Megavolley            | 2 - 3 | Roma Club     | 23-25, 25-19, 25-18, 19-25, 12-15 |

## Statistiche

### Statistiche di squadra
| Competizione | Punti | In casa | In casa | In casa | In trasferta | In trasferta | In trasferta | Totale | Totale | Totale |
| Competizione | Punti | G       | V       | P       | G            | V            | P            | G      | V      | P      |
| ------------ | ----- | ------- | ------- | ------- | ------------ | ------------ | ------------ | ------ | ------ | ------ |
| Serie A1     | 25    | 13      | 5       | 8       | 13           | 3            | 10           | 26     | 8      | 18     |
| Totale       | -     | 13      | 5       | 8       | 13           | 3            | 10           | 26     | 8      | 18     |

G = partite giocate; V = partite vinte; P = partite perse

### Statistiche dei giocatori
| Giocatore    | Serie A1 | Serie A1 | Serie A1 | Serie A1 | Serie A1 | Totale | Totale | Totale | Totale | Totale |
| Giocatore    | P        | PT       | AV       | MV       | BV       | P      | PT     | AV     | MV     | BV     |
| ------------ | -------- | -------- | -------- | -------- | -------- | ------ | ------ | ------ | ------ | ------ |
| K. Alanko    | 10       | 3        | 3        | 0        | 0        | 10     | 3      | 3      | 0      | 0      |
| V. Berasi    | 24       | 28       | 8        | 8        | 12       | 24     | 28     | 8      | 8      | 12     |
| A. Bjelica   | 20       | 215      | 191      | 12       | 12       | 20     | 215    | 191    | 12     | 12     |
| A. Botezat   | 14       | 17       | 8        | 8        | 1        | 14     | 17     | 8      | 8      | 1      |
| K. Carcaces  | 25       | 261      | 228      | 23       | 10       | 25     | 261    | 228    | 23     | 10     |
| G. Cecchetto | 25       | 0        | 0        | 0        | 0        | 25     | 0      | 0      | 0      | 0      |
| S. Fiori     | 11       | 0        | 0        | 0        | 0        | 11     | 0      | 0      | 0      | 0      |
| S. Jack      | 26       | 291      | 218      | 61       | 12       | 26     | 291    | 218    | 61     | 12     |
| D. Kosareva  | 23       | 42       | 33       | 7        | 2        | 23     | 42     | 33     | 7      | 2      |
| T. Košeleva  | 19       | 305      | 275      | 25       | 5        | 19     | 305    | 275    | 25     | 5      |
| G. Mancini   | 25       | 149      | 100      | 39       | 10       | 25     | 149    | 100    | 39     | 10     |
| S. Newcombe  | 23       | 176      | 158      | 16       | 2        | 23     | 176    | 158    | 16     | 2      |
| F. Scola     | 6        | 17       | 7        | 5        | 5        | 6      | 17     | 7      | 5      | 5      |
| V. Tonello   | 12       | 7        | 7        | 0        | 0        | 12     | 7      | 7      | 0      | 0      |

P = presenze; PT = punti totali; AV = attacchi vincenti; MV = muri vincenti; BV = battute vincenti